# 九龍巴士58M線
九龍巴士58M線是香港的巴士路線，來往屯門（良景邨）及葵芳站，途經荃灣。
九龍巴士58P線是58M線的特別班次，只在平日下午繁忙時間行駛，行走路線與58M相同，但屯門公路沿途不停站及終點站改為田景邨田裕樓。

## 歷史
- 1988年7月16日：本線開辦，初時往來良景邨、田景邨、興田臨時房屋區（現寶田邨）、建生邨及屯門市中心往來荃灣及葵涌。
- 1988年10月24日：配合近大興邨一段青田路建成通車，來回程便改經青田路而不入石排頭路，鳴琴路，當時的班次最密也只是15分鐘一班。
- 1989年11月：建生邨落成入伙，需求不斷上升，本路線亦開始逐步加密班次至4-5分鐘一班去滿足需求。
- 1990年1月3日：改經D6路（現為震寰路北段）。
- 1991年9月30日：增派空調巴士行走。
- 本線屬主要的地鐵接駁巴士，因此在通用儲值票推出後，有關路線的車隊安裝有關檢票機，以免除經常攜帶大量輔幣乘車，直至八達通出現後才取消通用儲值票的付款安排。
- 1992年4月30日：輔助線58P投入服務，只開星期一至六17:30-19:30，每10分鐘一班
- 1992年10月30日：58P線延長服務時間，只開星期一至六17:30-20:30
- 1997年12月1日：58P終站由良景巴士總站遷往田裕樓分站，地點牌改為「良景（田景路）」
- 2001年1月起增派低地台巴士行駛。
- 2003年6月7日：58P終站由良景（田景路）遷往田景邨田樂樓（現258D分站），地點牌改「良景」
- 2003年6月7日：本線改為全空調服務，同時58P班次由10分鐘一班改為15至30分鐘一班。
- 2008年6月8日：九巴加價，全程由$7.8加至$8.2
- 2010年3月22日：因應良景巴士總站於下午繁忙時間靠站困難，58P終站再次由良景邨巴士總站遷往田景邨田裕樓，地點牌改為「田景邨（田裕樓）」
- 2011年5月15日：九巴加價，全程由$8.2加至$8.5
- 2013年1月26日：本線往葵芳方向加停屯門公路巴士轉乘站，並增設本線轉乘60X、61X、259D、260X、263線往九龍／沙田方向的優惠。
- 2013年3月17日：九巴加價，全程由$8.5加至$9
- 2014年7月6日：九巴加價，全程由$9加至$9.4
- 2014年10月11日：58P線服務時間改為平日1745-2000（之前為1730-2030），同日起58M線將加密班次。
- 2014年12月13日：58P線服務時間改為平日1800-1940（之前為1745-2000）。
- 2014年12月18日：58M線增設到站時間預報。[6]
- 2015年3月21日：58P線增設到站時間預報。[7]
- 2021年1月23日：58P取消星期六班次。[8]
- 2021年12月：58P恢復星期六班次

## 服務時間及班次
58M常規班次
| 屯門（良景）開      | 屯門（良景）開 | 屯門（良景）開 | 葵芳站開         | 葵芳站開            | 葵芳站開            |  |
| 日期                | 服務時間       | 班次（分鐘）   | 日期             | 服務時間            | 班次（分鐘）        |  |
| ------------------- | -------------- | -------------- | ---------------- | ------------------- | ------------------- |  |
| 星期一至五          | 05:00-05:25    | 12/13          | 星期一至五       | 06:05               | 06:05               |  |
| 星期一至五          | 05:25-06:00    | 8/9            | 星期一至五       | 06:20-06:44         | 12                  |  |
| 星期一至五          | 06:00-06:28    | 7              | 星期一至五       | 06:44-07:20         | 9                   |  |
| 星期一至五          | 06:28-07:16    | 6              | 星期一至五       | 07:20-08:20         | 12                  |  |
| 星期一至五          | 07:16-07:59    | 4/5            | 星期一至五       | 08:20-14:10         | 10                  |  |
| 星期一至五          | 07:59-09:05    | 6              | 星期一至五       | 14:10-15:09         | 8/9                 |  |
| 星期一至五          | 09:05-09:56    | 5/6            | 星期一至五       | 15:09-17:01         | 7/8                 |  |
| 星期一至五          | 09:56-16:00    | 8/9            | 星期一至五       | 17:01-19:00         | 3/4                 |  |
| 星期一至五          | 16:00-16:56    | 8              | 星期一至五       | 19:00-19:50         | 5                   |  |
| 星期一至五          | 16:56-17:18    | 5/6            | 星期一至五       | 19:50-20:10         | 4                   |  |
| 星期一至五          | 17:18-17:50    | 8              | 星期一至五       | 20:10-20:30         | 5                   |  |
| 星期一至五          | 17:50-18:40    | 10             | 星期一至五       | 20:30-23:00         | 6                   |  |
| 星期一至五          | 18:40-19:05    | 8/9            | 星期一至五       | 23:00-23:54         | 9                   |  |
| 星期一至五          | 19:05-20:05    | 10             | 星期一至五       | 23:54-00:30         | 12                  |  |
| 星期一至五          | 20:05-22:05    | 12             | 星期一至五       |                     |                     |  |
| 星期一至五          | 22:05-23:05    | 15             | 星期一至五       |                     |                     |  |
| 星期一至五          | 23:05-23:30    | 12/13          | 星期一至五       |                     |                     |  |
| 星期六              | 05:00-05:50    | 12/13          | 星期六           | 06:05               | 06:05               |  |
| 星期六              | 05:50-06:04    | 7              | 星期六           | 06:20-07:30         | 10                  |  |
| 星期六              | 06:04-06:40    | 6              | 星期六           | 07:30-07:57         | 9                   |  |
| 星期六              | 06:40-07:12    | 8              | 星期六           | 07:57-08:20         | 8/9                 |  |
| 星期六              | 07:12-08:06    | 6              | 星期六           | 08:20-08:36         | 8                   |  |
| 星期六              | 08:06-09:11    | 4/5            | 星期六           | 08:36-10:00         | 6                   |  |
| 星期六              | 09:11-10:11    | 6              | 星期六           | 10:00-11:59         | 7                   |  |
| 星期六              | 10:11-11:46    | 6/7            | 星期六           | 11:59-12:08         | 4/5                 |  |
| 星期六              | 11:46-13:10    | 6              | 星期六           | 12:08-13:56         | 6                   |  |
| 星期六              | 13:10-15;54    | 7/8            | 星期六           | 13:56-16:53         | 7/8                 |  |
| 星期六              | 15:54-18:00    | 6              | 星期六           | 16:53-19:03         | 3/4                 |  |
| 星期六              | 18:00-19:33    | 8/9            | 星期六           | 19:03-19:43         | 5                   |  |
| 星期六              | 19:33-20:00    | 9              | 星期六           | 19:43-20:15         | 5/6                 |  |
| 星期六              | 20:00-21:00    | 10             | 星期六           | 20:15-23:05         | 6/7                 |  |
| 星期六              | 21:00-23:06    | 9              | 星期六           | 23:05-23:58         | 7/8                 |  |
| 星期六              | 23:06-23:30    | 12             | 星期六           | 00:08、00:19、00:30 | 00:08、00:19、00:30 |  |
| 星期日及公眾假期    | 05:00-05:25    | 12/13          | 星期日及公眾假期 | 06:00-06:50         | 15                  |  |
| 星期日及公眾假期    | 05:25-06:00    | 11/12          | 星期日及公眾假期 | 06:50-07:10         | 10                  |  |
| 星期日及公眾假期    | 06:00-06:27    | 9              | 星期日及公眾假期 | 07:10-09:07         | 9                   |  |
| 星期日及公眾假期    | 06:27-06:59    | 8              | 星期日及公眾假期 | 09:07-09:56         | 6/7                 |  |
| 星期日及公眾假期    | 06:58-08:00    | 7/8            | 星期日及公眾假期 | 10:03               | 10:03               |  |
| 星期日及公眾假期    | 08:00-09:55    | 6/7            | 星期日及公眾假期 | 10:10-11:50         | 10                  |  |
| 星期日及公眾假期    | 09:55-11:22    | 9/10           | 星期日及公眾假期 | 11:50-12:04         | 7                   |  |
| 星期日及公眾假期    | 11:29          | 11:29          | 星期日及公眾假期 | 12;04-13:04         | 6                   |  |
| 星期日及公眾假期    | 11:36-13:18    | 6              | 星期日及公眾假期 | 13:04-13:56         | 6/7                 |  |
| 星期日及公眾假期    | 13:18-15:56    | 7/8            | 星期日及公眾假期 | 13:56-16:35         | 7/8                 |  |
| 星期日及公眾假期    | 15:56-18:00    | 6              | 星期日及公眾假期 | 16:35-19:11         | 6                   |  |
| 星期日及公眾假期    | 18:00-18:56    | 8              | 星期日及公眾假期 | 19:19               | 19:19               |  |
| 星期日及公眾假期    | 18:56-20:56    | 10             | 星期日及公眾假期 | 19:19-20:09         | 10                  |  |
| 星期日及公眾假期    | 20:56-22:55    | 8/9            | 星期日及公眾假期 | 20:09-21:20         | 7/8                 |  |
| 星期日及公眾假期    | 22:55-23:30    | 11/12          | 星期日及公眾假期 | 21:20-22:05         | 6/7                 |  |
|                     |                |                | 星期日及公眾假期 | 22:05-22:54         | 7                   |  |
| 22:54-23:54         | 10             |                | 星期日及公眾假期 |                     |                     |  |
| 00:06、00:18、00:30 |                |                | 星期日及公眾假期 |                     |                     |  |

58M特別班次
- 星期一至六：
  - 屯門（良景）→ 葵芳站（不經寶田、建生及紅橋）：07:32、08:08、08:20
  - 屯門（建生）→ 葵芳站：06:50、07:00、07:15、07:25、07:35、07:50、08:00、08:10、08:20
  - 屯門（寶田）→ 葵芳站：06:40、07:00、07:20、07:40、08:00、08:20

58P
- 星期一至六：
  - 葵芳站開：18:00、18:15、18:30、18:45、19:00、19:20、19:40

所有特別班次及58P線逢星期日及公眾假期不設服務

## 收費
58M／58P
全程:$10.4
- 良景邨往華都花園或之前：$5.1（只適用於58M線）
- 荃景圍天橋往葵芳站：$5.8（只適用於58M線）
- 眾安街往良景邨（58M）／田景邨田裕樓（58P）：$10.4
- 屯門公路轉車站往良景邨（58M）／田景邨田裕樓（58P）:$9.6
- 屯門市廣場往良景邨（58M）／建生邨往田景邨田裕樓（58P）：$5.1

| - 本線設有12歲以下小童及65歲或以上長者半價優惠。 - 65歲或以上香港居民使用「樂悠咭」，以及12歲以下合資格殘疾兒童使用「殘疾人士身份」個人八達通繳付車資，均可享有每程$2.0或半價（以較低者為準）的票價優惠；12至64歲合資格殘疾人士使用「殘疾人士身份」個人八達通（包括「樂悠咭」），以及60至64歲香港居民使用「樂悠咭」繳付車資，均可享有每程$2.0或全費（以較低者為準）的票價優惠。 - 65歲或以上長者如使用長者或一般個人八達通繳付車資，則只可享有半價優惠；12至64歲合資格殘疾人士如不使用「殘疾人士身份」個人八達通，以及60至64歲人士如不使用「樂悠咭」繳付車資，必須繳付全費。 - 乘客可以現金或八達通於上車時付款，不設找續。 - 每位成人乘客可免費攜帶最多兩名4歲以下而不佔座位的兒童乘客乘車，超額之4歲以下小童必須繳付小童車費乘車。 - 持有「九巴月票」之乘客在車票有效期內，每日可享最多10程任何九龍巴士及龍運巴士路線（包括本路線，以及聯營路線的九龍巴士／龍運巴士提供的班次；惟乘搭機場「A」及「NA」線則可享原價二七折優惠（不會計算每天10次合資格車程））；而B1線則每日可享最多各2程（不會計算每天10次合資格車程）。 - 九龍巴士、城巴、龍運巴士及陽光巴士全職員工及家屬（不包括外判職員）可免費乘搭本路線，惟必須拍職員或職員家屬八達通。 - 乘客亦可透過多元化電子支付系統（e度嘟）繳付車資，包括使用非接觸式VISA卡、JCB卡、萬事達卡、銀聯卡、美國運通、大來國際、Discover Card、Apple Pay、Google Pay、Samsung Pay、AlipayHK「易乘碼」、支付寶、WeChatHK／微信支付「搭車碼」、銀聯雲閃付「乘車碼」及BOC Pay「乘車碼」。乘客使用此付款方式，使用此支付方式的乘客可享有中途下車之分段收費，以及與其他九巴／龍運獨營路線或聯營線九巴／龍運班次之轉乘優惠，惟不適用於與非九巴／龍運路線之轉乘優惠，亦不能享有「公共交通費用補貼計劃」及「長者及合資格殘疾人士公共交通票價優惠計劃」。 - 帶粗體字者為雙向分段收費，乘客必須使用八達通（九巴月票除外）上車拍卡繳費，並於下車前後於指定巴士站裝設拍卡機確認八達通，方可享有分段收費優惠。 |

### 八達通轉乘優惠
乘客登上本線後150分鐘內以同一張八達通卡轉乘以下路線，或從以下路線登車後150分鐘內以同一張八達通卡轉乘本線或58P線，次程可獲$4.2車資折扣優惠：
58M/P←→荃灣／葵青區路線
- 58M往葵芳 → 31往石籬、32M往象山、36往梨木樹、235往安蔭或238M往海濱花園
- 31往荃灣西站、32M往葵芳站、36往荃灣西站、235往荃灣或238M往荃灣站 → 58M/P往良景

58M/P←→城門隧道路線
- 58M往葵芳 → 40X、43X/P、46X/P、47X、48X、49X、73X或278X/P往沙田／大埔／北區
- 40X、43X/P、46X/P、47X、48X、49X、73X或278X/278P往荃灣／葵青／美孚 → 58M/P往良景

## 使用車輛
58M線在開線初期採用利蘭勝利二型行走，輕鐵通車後才開始用三軸巴士作主力，以承接61A停辦後所遺下的車隊，建生邨入伙後勝利二型漸漸退出本線車隊，直至1996年全面撤出屯門公路為止。58P線則使用同廠其他高載客車輛行走，它們在全冷前，基本上以利蘭奧林比安（S3BL／AL）為主，輔以都城嘉慕威曼都城巴士（S3M）及丹尼士巨龍（S3N／AD）巴士行駛。2001年1月起增派Neoplan Centroliner巴士行駛。
2003年6月7日，本線全冷，隨後數年，除了Neoplan Centroliner（AP）外，所有舊款空調巴士陸續被調走，改派富豪奧林比安11米巴士（AV）及丹尼士巨龍12米巴士（3AD）行駛，而後者的數目一直增加，直至2013年才從960及269B抽調丹尼士三叉戟（ATR）及富豪超級奧林比安 12米（3ASV）行走。
本路線於2016年夏季加入Facelift車身亞歷山大丹尼士Enviro 500 MMC 12.8米（3ATENU）行走，成為第2條引入該款「巨無霸巴士」作掛牌車的九巴屯門區路線(首條為263)，唯現已全數調離。
此外，荔枝角車廠曾經於平日下午繁忙時間，派出退休車長字軌（R01）行走此路線兩轉，用車不固定。
現時本線使用35輛Enviro500 MMC（27輛12米ATENU、8輛12.8米E6X），均屬屯門車廠。是新界西北及葵青區單一路線用車最多的路線之一(另一為42C線)，也是九巴屯門車廠派車最多的路線之一。
| 車隊編號  | 車牌    |
| --------- | ------- |
| ATENU1052 | UD 589  |
| ATENU1061 | UD5396  |
| ATENU1068 | UD6152  |
| ATENU1076 | UD5901  |
| ATENU1077 | UD6026  |
| ATENU1079 | UD6503  |
| ATENU1152 | UH8316  |
| ATENU1155 | UH8490  |
| ATENU1158 | UJ 773  |
| ATENU1190 | UK6505  |
| ATENU1193 | UK9075  |
| ATENU1287 | VD5442  |
| ATENU1293 | VE 157  |
| ATENU1344 | VH5929  |
| ATENU1355 | VJ6240  |
| ATENU1361 | VJ6782  |
| ATENU1375 | VK 221  |
| ATENU1398 | VK7701  |
| ATENU1409 | VL1157  |
| ATENU1411 | VL1235  |
| ATENU1414 | VL2792  |
| ATENU1507 | VP6916  |
| ATENU1509 | VP7574  |
| ATENU1607 | VT 669  |
| ATENU1608 | VT 719  |
| ATENU1614 | VT 1237 |
| E6X196    | XZ8945  |
| E6X198    | XZ8874  |
| E6X199    | XZ8764  |
| E6X226    | YB 431  |
| E6X227    | YA9539  |
| E6X229    | YB 176  |
| E6X234    | YA9558  |
| E6X238    | YB 462  |

## 行車路線
58M/58P
良景邨開經：*田景路、*鳴琴路、震寰路、青田路、屯門公路、屯發路、屯門公路、屯門公路巴士轉乘站、屯門公路、青山公路（荃灣段、葵涌段）、葵涌道、葵富路、葵仁路及葵義路。
由建生開出的特別班次經良運街、震寰路，然後返回青田路58M常規班次原線。
由寶田開出的特別班次不經有*號之路段。
於星期一至五07:38、07:58、08:08、08:20有特別班次由良景邨開出，停兆邦苑分站後，由田景路右轉鳴琴路，再經青田路往屯門公路，不停虹橋分站
葵芳站開經：葵義路、葵富路、葵涌道、青山公路（葵涌段、荃灣段）、屯門公路、屯門公路巴士轉乘站、屯門公路、屯喜路、屯門公路、青田路、震寰路、鳴琴路及田景路。

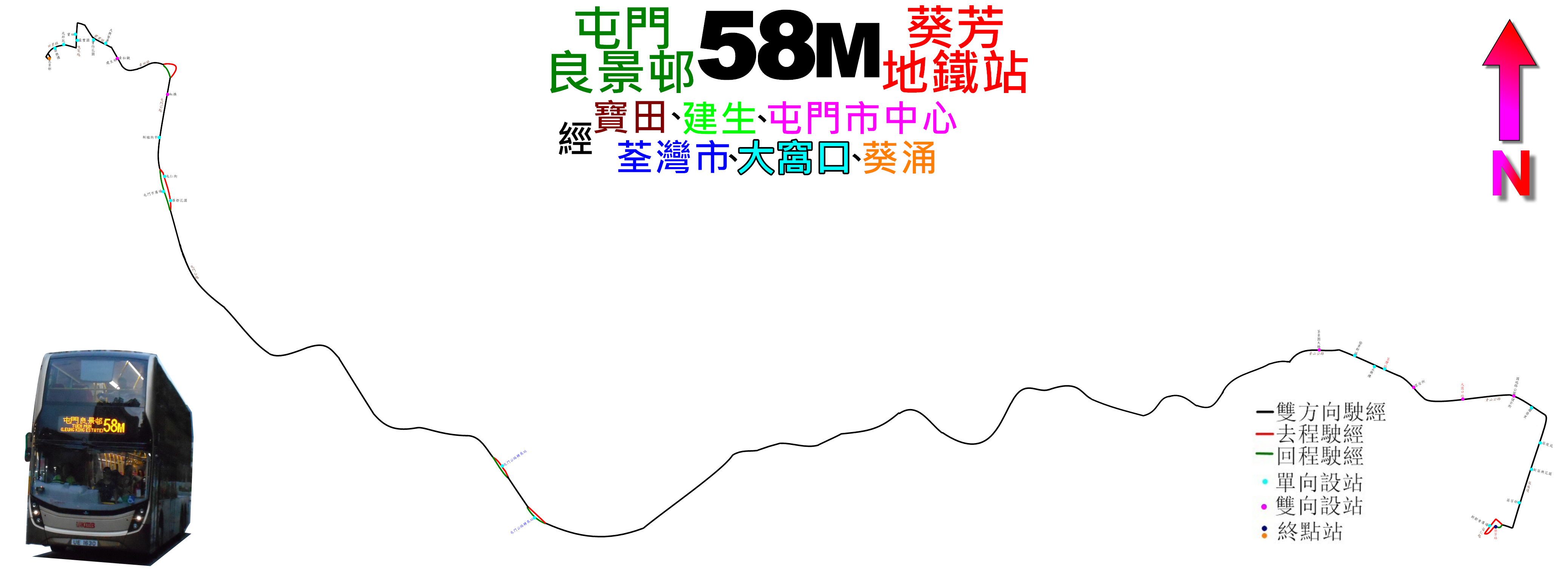
九巴58M線的常規班次的走線圖

58P線不經有斜體字之路段。
58M線各班次之具體停站請參考資訊框
58P線之具體停站請參考資訊框

## 客量
本線定線非常直接，吸納良田、紅橋及屯門市中心往返荃灣及葵涌的乘客，客量甚高，九巴更加開特別班次及58P線以作疏導。
本線在1990年代中之前，因為屯門西北區只有本線及58X可前往葵涌市區和九龍西，該區居民如前往港島及九龍其他地方，需要乘搭本路線前往荃灣站或葵芳站轉乘地鐵前往，因此當時的客量維持在極高水平。1997年，西隧通車，九巴開辦了來往屯門至灣仔碼頭的960（而且本線屯門區的沿線已被960覆蓋），屯門區居民可直接乘搭巴士過海，因此本線的客量有所流失。現時，本線變成服務屯門西北居民往來荃灣及葵涌市區的其中一條路線。
雖然多條來往屯門良田區至港九市區的巴士線先後開辦，本線流失了地鐵轉乘客，但由於能到達屯門主要的心臟地帶，加上班次頻密（最密為3分鐘一班），自開辦至今客量都相當高。雖然屯門市中心有收費較便宜的60M（車費$8.9）能到達荃灣市中心，但該線的路線比本線繞路（要繞經安定友愛及兆麟），本線顯得較為直接，因此有屯門市中心有不少乘客刻意等候本線前往荃灣及葵涌。在下午的繁忙時間，到了荃灣都已經客滿，如不在葵涌區的巴士站排隊，基本上沒有可能「有位坐」。
另外由於本線也直達屯門區主要購物點屯門市廣場，故此有大量乘客在屯門市廣場刻意排隊等候本線、58X線及260X線往屯門西北區。雖然九巴近10年3度加價（屯門區內收費$4.6），但港鐵近乎年年加價，使本線及58X線在屯門區內收費相對便宜，所以改變不了屯門居民的乘車習慣。即使九廣西鐵（今西鐵綫）於2003年底通車，由於屯門西北居民乘搭西鐵綫需要依賴輕鐵接駁，而且車費比本線高昂，本線顯得直接方便，因此影響只是輕微。
踏入21世紀本線逐步與多條路線提供轉乘優惠，使乘客能更方便地來往屯門至荃灣及葵涌屋苑及新界東部。本路線更曾為九巴盈利最高的巴士路線，惟2012年已被B1取代。
展望2019年，隨珀御和鄉事會路物業快將入伙，本線使用率將持續上升。
2016年，本線是九巴每日載客量第二高的路線，每天平均約二萬六千人次（僅次於1A）。此外本線同時亦是屯門區盈利最高的巴士路線。

## 外部連結
- 九巴58M線—九龍巴士 （页面存档备份，存于）
- 九巴58P線—九龍巴士 （页面存档备份，存于）